# Koninklijke Weg (Jordanië)

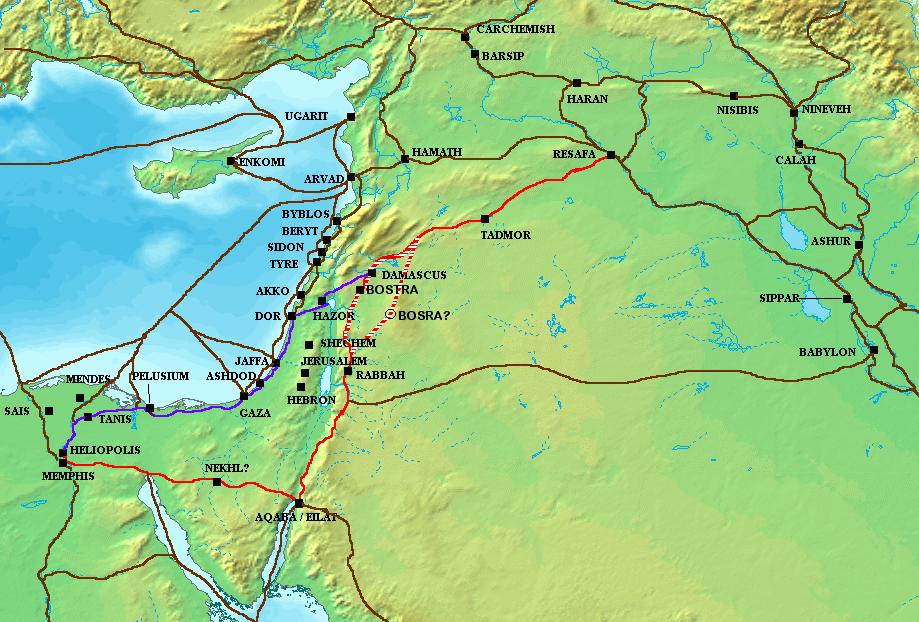
De handelsroutes in de Levant tijdens de dertiende eeuw v.Chr.

De Koninklijke Weg is een regionale hoofdweg in Jordanië. Hij draagt het nummer 35 en wordt door de Jordaanse overheid benoemd als Regional Highway 35. De weg start aan de Syrische grens ten noorden van Irbid en eindigt in het Ma'an gouvernement aan Highway 15. De weg heeft een lange voorgeschiedenis als oude handelsroute.
Highway 35 passeert verschillende archeologische sites zoals de kastelen van Kerak en Shobak en de stad Wadi Musa (nabij de ruïnes van Petra).
Naast de Koninklijke Weg zijn er nog twee noord-zuid-routes in Jordanië: Highway 15 (Desert Highway of Tariq al-Bint) en Highway 65 (Dead Sea Highway ).
Al in de ijzertijd was de Koninklijke Weg in gebruik. Volkeren als de Edomieten, de Moabieten, de Ammonieten en de Arameeërs maakten al gebruik van deze route. Deze liep oorspronkelijk van Heliopolis in de Nijldelta, via de Sinaïwoestijn naar Akaba, vervolgens naar het noorden naar Damascus en daarna naar het noordoosten naar Resafa in het noorden van het huidige Syrië.
De weg wordt genoemd in het boek Numeri (Oude Testament) over het veertigjarige verblijf van de Israëlieten in de woestijn. De Romeinse keizer Trajanus liet het deel van Bosra naar Akaba opnieuw aanleggen en noemde dit de Via Traiana Nova. Tot aan de 16e eeuw was de Koninklijke Weg een veel gebruikt onderdeel van de route naar Mekka voor de Hadj. Omdat de route zo'n lange rijke historie heeft wordt wel gezegd dat over elke bocht een verhaal verteld kan worden.